# Rubus alumnus
Rubus alumnus är en rosväxtart som beskrevs av Liberty Hyde Bailey. Rubus alumnus ingår i släktet rubusar, och familjen rosväxter. Inga underarter finns listade i Catalogue of Life.